# Meliosma paupera
Meliosma paupera är en tvåhjärtbladig växtart som beskrevs av Hand.-mazz. Meliosma paupera ingår i släktet Meliosma och familjen Sabiaceae. Inga underarter finns listade.